# Jonas Malheiro Savimbi
Jonas Malheiros Savimbi (Munhango, Angola, 1934. augusztus 3.– Lucusse környéke, Angola, 2002. február 22.) angolai katona és politikus, az angolai UNITA mozgalom alapítója és vezetője volt. A mozgalom először a portugál gyarmati uralom, majd a szocialista MPLA kormány ellen küzdött. Savimbi a kormánycsapatok elleni küzdelem közben esett el 2002. február 22-én, Lucusse környékén.

## Élete

### Származása, gyermekkora és tanulmányai
Jonas Malheiros Savimbi 1934. augusztus 3-án született a Moxico tartományban található Munhango településen. Apja hosszú időn keresztül a Benguela Vasúti Társaság alkalmazottja volt. Jonas a protestáns misszió iskolájába járt édesapja szülőfalujában, Bie tartományban. A későbbiekben átkerült egy másik, Dondiban található missziós iskolába.
Középiskolai tanulmányait Silva Porto-ban kezdte (mai neve Bie), mely Közép-Angola legnagyobb városa és a délen található Sa da Bandeira-ban (mai neve Lubango) folytatta. Savimbi jóval nagyobb iskolázottságra tett szert, mint az angolaiak általában a portugál gyarmati uralom alatt. 1958-ban ösztöndíjat nyert Lisszabonban a Krisztus Egyesített Egyháza segítségével. 1960-ban átkerült a Fribourg Egyetemre, majd a svájci Lausanne Egyetemen tanult politológiát.

### Küzdelme Angola felszabadításáért
Tanulmányai után az Angola portugál gyarmati uralom alól való felszabadításáért induló mozgalom egyik vezéregyénisége lett. Savimbi saját véleménye szerint politikai gyakorlatát ennek a küzdelemnek és nem tanulmányainak köszönhette. 1961-ben egy egyetemi konferencián találkozott a kenyai nacionalista vezetővel Tom Mboyával, akinek a hatására aktív politikai szerepvállalásba kezdett. Csatlakozott az Angolai Népi Unió nevű felszabadítási mozgalomhoz, ahol egy éven belül megszerezte a főtitkári pozíciót, majd a száműzetésben megalakult kormány külügyminisztere lett.
A vezetőségben csalódva kilépett ebből a csoportosulásból és lefektette egy új felszabadítási front alapjait, mely leginkább az Angola középső részén élő ovimbundu törzsre támaszkodott. Ehhez a népcsoporthoz tartozott Savimbi is. 1966-ban,  munkájának gyümölcseként sikeresen megalapította az UNITA mozgalmat (Nemzeti Unió Angola Teljes Függetlenségéért) egy titkos gyűlésen, Angola egyik keleti tartományában. Innentől kezdve Savimbi kezdeményezésére az UNITA és a portugál kormányt képviselő erők között fegyveres összecsapások jöttek létre az angolai fővárosban, Luandában.
A portugál gyarmati uralmat egy katonai puccsnak köszönhetően sikerült megtörni 1974-ben. Savimbi a guerilla háború képviselőjeként kötött tűzszünetet az új portugál vezetőkkel. Emellett egyezményt írt alá a másik két angolai felszabadítási párt képviselőjével 1975-ben. Ezt annak a reményében tette, hogy a három csoport együttműködésének eredményeként az ország egy békés átmenetet követően nyeri el a függetlenségét. Ez azonban nem valósult meg, mivel polgárháború tört ki és ezzel Savimbi politikai karrierjének egyik legvitatottabb szakaszát kezdte meg.

### Az angolai polgárháborúban
Savimbi ezt a háborút 1975-től az 1990-es évekig folytatta. Ellenfelei azzal gyanúsították, hogy az UNITA az afrikai kontinens leggyűlöltebb államának, a Dél-afrikai Köztársaságnak a bábja. Az Amerikai Egyesült Államok és más nyugati országok fegyverrel és gyógyszerrel támogatták az UNITA tagjait. Savimbi, saját állítása szerint, széles körű támogatottságot élvezett az angolaiak körében. Különösen a központi, főleg az ovimbunduk által lakott területeken, akiket a gyarmati uralom alatt saját, északi honfitársaik is elnyomtak. A guerilla háborút váltakozó sikerrel folytatták. Az UNITA többnyire az ország egyharmad részét uralta, a kevésbé lakott keleti és délkeleti területeken. Az MPLA kormányt legsúlyosabban veszélyeztető cselekményük a benguelai vasút ellen elkövetett szabotázs volt, mely létfontosságú volt az angolai gazdaság szempontjából.

### Az angolai választások és a polgárháború kiújulása
1988 decemberében létrejött egy hárompárti egyezmény, melyben a Dél-afrikai Köztársaság hozzájárult Namíbia függetlenségébe. Kuba beleegyezett csapatai Angolából való kivonására. Emellett az angolai hadviselő felek tárgyalásokat kezdtek, melyek választások megtartásához vezettek. A zambiai elnök Kenneth Kaunda célzást tett arra, hogy Savimbinek önkéntes száműzetésbe kellene vonulnia. Savimbi azonban kampányba kezdett a tűzszünet megkötése után. A 16 éve tartó, 350 ezer áldozatot követelő polgárháború az elkövetkezendő 17 hónapban szünetelt.
Savimbi beszédeit negatív módon befolyásolta az erőszakkal való fenyegetőzés és az, hogy a választásokat csak akkor tartotta volna szabályosnak, ha ő nyer. A megjelent 300 külföldi megfigyelő szerint az 1992-es választások rendben és szabályosan folytak le. Savimbi azonban nem fogadta el az eredményeket és hat héttel később újra a fegyvereké lett a szó.
Ez a polgárháború egy újabb tragikus szakaszát nyitotta meg, mely során az áldozatok száma további 150 ezerrel gyarapodott. Emellett a rendkívüli károknak köszönhetően a jóléti állam maradék esélye is elúszott. A nyugati segítség egyre apadt, de Savimbi ennek ellenére elég fegyvert tudott szerezni és először az ország 70%-át az ellenőrzése alá vonta.
Az 1990-es évek közepére azonban Savimbi pozíciója meggyengült és párbeszédbe bocsátkozott ellenfelével José Eduardo dos Santos-szal. A létrejött megegyezés szerint, mely a 19 éves polgárháború végét jelentette volna, Savimbi beleegyezett az UNITA csapatainak harcokból való kivonásába. Cserében az UNITA és a kormánypárti MPLA megosztozott volna a hatalmon. Azonban a béke nem sokáig tartott. 1996-ban a kormány a hatalommal nem járó alelnöki pozíciót ajánlotta fel Savimbinek. Az UNITA ezt sértőnek találta vezérére nézve és a polgárháború hamarosan kiújult.

### Az UNITA utolsó napjai és halála
Ahogy az összecsapások tovább folytatódtak, az UNITA anyagi helyzete lassan, de biztosan megrendült. 1996-ra elveszítették az összes külső nyersanyagforrásukat, mely ezután néhány gyémántlelőhelyre korlátozódott. Ez zavarokat okozott a fegyver- és a lőszerutánpótlásban is. Az elkövetkezendő négy évben tovább gyengült a mozgalom és a világ közvéleménye is egyre negatívabban értékelte az UNITA tevékenységét.
2000-ben Nagy-Britannia Savimbi eltávolítását kezdeményezte. Számos ország támogatta ezt az ötletet, mivel a kommunista veszély megszűntével belátták, hogy ártatlan civilek ezreinek lemészárlásáról van szó. Az Amerikai Egyesült Államok követelte az UNITA észak-amerikai műveleteinek befejezését és megtagadta az Angolának szánt további segélyek folyósítását a véget nem érő konfliktus lezárásáig. Savimbi ennek ellenére folytatta a harcot az általa elképzelt szabad Angola létrehozásáért.
Végül 2002. február 22-én Savimbi a kormányerőkkel folytatott harcban életét vesztette. Halálával felcsillant a remény a majd 30 éve tartó polgárháború befejezésére. Az UNITA igazi vezető nélkül feladta a harcokat. Sokan továbbra is meleg szívvel fognak emlékezni Savimbire, mint a gyarmati elnyomás és a kommunizmus elleni szabadságharcosra, azonban sokakban a kormány megdöntésére irányuló szándéka miatti hosszú, sok áldozattal járó polgárháború emlékét fogja felidézni alakja.

### Angol nyelvű szakirodalom
- Basil Davidson, In the Eye of the Storm; Doubleday, 1972, ISBN 0385031793
- Lawrence W. Henderson, Angola: Five Centuries of Conflict; Cornell University Press, 1980, ISBN 0801412471
- Arthur Jay Klinghoffer, The Angolan War; Westview, 1980, ISBN 086531022X
- John Marcum, The Angolan Revolution, 1. kötet, MIT Press, 1969, ISBN 0262130483
- John Marcum, The Angolan Revolution, 2. kötet, MIT Press, 1978, ISBN 0262131366
- Michael Wolfers és Jane Bergerol, Angola in the Front Line; Zed Books Ltd, 1983, ISBN 0862321077

## Külső hivatkozások
- Savimbi rövid életrajza az Online Encyclopedia honlapján (angolul)
- A Revista Expresso cikke Savimbiről (portugálul)
- Angola: Don't Simplify History, Says Savimbi's Biographer című cikk (angolul)
- Obituary: Jonas Savimbi, Unita's local boy című cikk (angolul)
- Ghost of Savimbi haunts Angola című cikk (angolul)
- Jeremy Harding:The Late Jonas Savimbi című cikk (angolul)
- Pedro Mufuma:Morte de Jonas Savimbi: Efeito bola de neve című cikk (portugálul)
- UN & conflict monitor:Angola Archiválva 2005. február 19-i dátummal a Wayback Machine-ben (angolul)